# Recursief acroniem
Een recursief acroniem is een acroniem (soms ook een backroniem) dat zichzelf als onderdeel heeft.

## Voorbeelden uit de software-wereld
In de jaren 1970 ontstond onder Lisp-programmeurs een traditie om de editors waarmee ze werkten, en meer in het bijzonder varianten van Emacs, een recursief acroniem als naam te geven die aangaf op welke andere editor deze editor geïnspireerd was. Lisp onderscheidde zich, zeker in die dagen, door een buitengewoon grote nadruk op het gebruik van recursie, en Lisp-gebruikers hecht(t)en daar een bijzonder groot belang aan.
Een paar voorbeelden werden door Richard Stallman gegeven in een van zijn lezingen:
- TINT ("TINT Is Not TECO"), een editor van Ted Anderson voor MagicSix
- EINE ("EINE Is Not Emacs") en ZWEI ("ZWEI Was EINE Initially"), twee editors voor de Lisp Machine
- GNU - GNU is Not Unix (geen Lisp, geen editor, wel een project van Stallman)

Hoe wijdverbreid dit gebruik was is niet duidelijk. (Stallman heeft Emacs oorspronkelijk in TECO geschreven.)
Latere voorbeelden uit dezelfde school:
- FRED ("FRED Resembles Emacs Deliberately"), de editor in Allegro Common Lisp
- GNU Hurd - HIRD of Unix-Replacing Daemons (waarin "HIRD" weer staat voor: "HURD of Interfaces Representing Depth")

Via het GNU-project raakte deze meme ook buiten de Lisp-wereld in zwang:
- giFT — giFT: Internet File Transfer, officieus: "giFT Isn't FastTrack"
- LAME — LAME Ain't an MP3 Encoder
- YAML - YAML Ain't Markup Language
- PINE - PINE Is No longer ELM
- WINE - WINE Is Not an Emulator
- PHP - PHP: Hypertext Preprocessor (een backroniem: oorspronkelijk stond het voor "Personal Home Page")
- PNG[4] - Uitgesproken als ping (PNG's Not GIF). Officieel staat de afkorting echter voor Portable Network Graphics[5]

## Andere voorbeelden
Ook niet-computergerelateerde termen kunnen recursieve afkortingen zijn. Sommige bedrijven of instellingen hebben bijvoorbeeld op deze manier een naam gevormd, of de afkorting een nieuwe betekenis gegeven:
- BWIA — BWIA West Indies Airways (vroeger British West Indian Airways)
- FOS — FOS Open Scouting
- NHL Hogeschool Leeuwarden, vroeger Noordelijke Hogeschool Leeuwarden
- NCPN — Nieuwe Communistische Partij-NCPN
- SAAB — Saab Automobile Aktiebolaget (vroeger Svenska Aeroplan Aktiebolaget)
- TAP-Air Portugal — TAP-Air Portugal is de naam die buiten Portugal gevoerd wordt. In het Portugees is TAP echter een acroniem van Transportes Aéreos de Portugal, waardoor het in deze taal geen recursief acroniem is.
- VISA — Visa International Service Association.
- PWN — PWN Waterleidingbedrijf Noord-Holland.

## Niet-letterlijke voorbeelden
Grappig bedoelde acroniemen maken vaak geen gebruik van letterlijke recursie, maar zorgen dat de gekozen naam op zich de betekenis duidelijk aanduidt, bijvoorbeeld:
- AAP - Apen Adoptie Project
- PEN - Vereniging van Poets, Essayists and Novelists
- TAART - Tegen Autoritaire Anti Revolutionaire Types - een actiegroep die taart in het gezicht van belangrijke personen gooit, het z.g. taarten